# 普拉内斯
普拉内斯，是西班牙巴伦西亚自治区阿利坎特省的一个市镇。总面积39km2，总人口787人（2001年），人口密度20人/km2。